# Daltonia minuta
Daltonia minuta är en bladmossart som beskrevs av Thériot 1930. Daltonia minuta ingår i släktet Daltonia och familjen Daltoniaceae. Inga underarter finns listade i Catalogue of Life.